# 仙寓镇
仙寓镇，是中华人民共和国安徽省池州市石台县下辖的一个乡镇级行政单位。

## 行政区划
仙寓镇下辖以下地区：
南源村、占坡村、碧潭村、利源村、莲花村、奇峰村、山溪村、珂田村、大山村、源头村、考坑村和竹溪村。